# Fulano.com.br SA
Fulano.com.br S.A.  é uma empresa brasileira voltada para o mercado da internet. Fundada por Rogerio Silberberg e Patricia Silberberg.  A empresa surgiu a partir de um site de entretenimento, o Fulano.com.br, que desde 1999 ficou conhecido na internet por distribuir brindes, tais como bonés e camisetas aos internautas que participavam de suas gincanas.
Com a popularidade do site, sua equipe criou uma empresa em 2001 com foco no segmento corporativo, a agência de comunicação F.biz. voltada para soluções de internet, marketing e relacionamento. Ainda em 2001, o site foi premiado pela Microsoft após receber recebeu 1,5 milhão em exibições de mídia distribuídas entre os portais MSN e UOL
Em 2003, a empresa também lançou um provedor de internet gratuito.